# Nazionale femminile di roller derby dell'Argentina
La nazionale di roller derby dell'Argentina è la selezione maggiore femminile di roller derby, il cui nickname è Argentina All stars, che rappresenta l'Argentina nelle varie competizioni ufficiali o amichevoli riservate a squadre nazionali. Si è classificata ottava nel campionato mondiale di roller derby 2014 di Dallas.

## Risultati
Legenda: Grassetto: Risultato migliore, Corsivo: Mancate partecipazioni

## Dettaglio stagioni

### Amichevoli
| Stagione | Vin | Par | Per | Tot | PF  | PS | avversaria |
| -------- | --- | --- | --- | --- | --- | -- | ---------- |
| 2013     | 1   | 0   | 0   | 1   | 118 | 70 | Colombia   |
|          |     |     |     |     |     |    |            |
| Totale   | 1   | 0   | 0   | 1   | 118 | 70 |            |

### Tornei

#### Mondiali
| Stagione | regular season | regular season | regular season | regular season | regular season | regular season | playoff | playoff | playoff | playoff | playoff | playoff     | playoff     |
|          | Vin            | Par            | Per            | Tot            | PF             | PS             | Vin     | Per     | Tot     | PF      | PS      | risultato   | avversaria  |
| -------- | -------------- | -------------- | -------------- | -------------- | -------------- | -------------- | ------- | ------- | ------- | ------- | ------- | ----------- | ----------- |
| 2011     | 0              | 0              | 2              | 2              | 82             | 437            | 0       | 2       | 2       | 156     | 305     | Tredicesima | Scozia      |
| 2014     | 1              | 0              | 1              | 1              | 252            | 375            | 1       | 1       | 2       | 219     | 731     | Ottava      | Stati Uniti |
|          |                |                |                |                |                |                |         |         |         |         |         |             |             |
| Totale   | 1              | 0              | 3              | 4              | 334            | 812            | 1       | 3       | 4       | 375     | 1036    |             |             |

### Riepilogo bout disputati
| Anno | Luogo        | Evento                 | Fase del torneo          | Incontro                | Risultato |
| 2011 | Toronto      | Mondiale               | Fase a gironi            | Argentina - Irlanda     | 51 - 164  |
| 2011 | Toronto      | Mondiale               | Fase a gironi            | Argentina - Inghilterra | 31 - 273  |
| 2011 | Toronto      | Mondiale               | Primo turno playoff      | Svezia - Argentina      | 191 - 65  |
| 2011 | Toronto      | Mondiale               | Primo turno consolazione | Argentina - Scozia      | 91 - 114  |
| 2013 | Bogotà       | Torneo Latinoamericano |                          | Colombia - Argentina    | 70 - 118  |
| 2014 | Dallas       | Mondiale               | Fase a gironi            | Canada - Argentina      | 290 - 50  |
| 2014 | Dallas       | Mondiale               | Fase a gironi            | Danimarca - Argentina   | 85 - 202  |
| 2014 | Dallas       | Mondiale               | Ottavi di finale         | Francia - Argentina     | 162 - 205 |
| 2014 | Dallas       | Mondiale               | Quarti di finale         | Stati Uniti - Argentina | 569 - 14  |
| 2015 | Barueri      | Latinoamericano        |                          | Brasile - Argentina     |           |
| 2015 | Barueri      | Latinoamericano        |                          | Argentina - Cile        |           |
| 2015 | Buenos Aires | Torneo Violentango     |                          | Argentina - Brasile     |           |

## Confronti con le altre Nazionali
Questi sono i saldi dell'Argentina nei confronti delle Nazionali incontrate.

### Saldo positivo
| Nazionale | Giocate | Vinte | Pareggiate | Perse | PF  | PS  | Ultima vittoria | Ultimo pari | Ultima sconfitta |
| --------- | ------- | ----- | ---------- | ----- | --- | --- | --------------- | ----------- | ---------------- |
| Danimarca | 1       | 1     | 0          | 0     | 202 | 85  | 2014            | -           | -                |
| Colombia  | 1       | 1     | 0          | 0     | 118 | 70  | 2013            | -           | -                |
| Francia   | 1       | 1     | 0          | 0     | 205 | 162 | 2014            | -           | -                |

### Saldo negativo
| Nazionale   | Giocate | Vinte | Pareggiate | Perse | PF | PS  | Ultima vittoria | Ultimo pari | Ultima sconfitta |
| ----------- | ------- | ----- | ---------- | ----- | -- | --- | --------------- | ----------- | ---------------- |
| Stati Uniti | 1       | 0     | 0          | 1     | 14 | 569 | -               | -           | 2014             |
| Inghilterra | 1       | 0     | 0          | 1     | 31 | 273 | -               | -           | 2011             |
| Canada      | 1       | 0     | 0          | 1     | 50 | 290 | -               | -           | 2014             |
| Svezia      | 1       | 0     | 0          | 1     | 65 | 191 | -               | -           | 2011             |
| Irlanda     | 1       | 0     | 0          | 1     | 51 | 164 | -               | -           | 2011             |
| Scozia      | 1       | 0     | 0          | 1     | 91 | 114 | -               | -           | 2011             |